# 288 هـ
288 هـ هي سنة في التقويم الهجري امتدت مقابلةً في التقويم الميلادي بين سنتي 900 و901.

## أحداث
- يوم سمورة

## مواليد
- ابن صاعد
- أبو علي الفارسي
- أبو علي القالي

## وفيات
- أبو القاسم الأنماطي
- محمد بن أبي الساج
- معاذ بن المثنى
- ثابت بن قرة